# Вазиристан
Вазиристан (на пущунски език:وزیرستان, „Земя на вазирите“) е планински регион в северозападната част на Пакистан, граничещ с Афганистан. Покрива площ от около 11 585 км². Територията му е част от Федерално администрираните племенни зони.
Вазиристан обхваща териториите на запад и югозапад от Пешавар между река Точи на север и река Гомал на юг. На изток е разположена Северозападната погранична провинция. Регионът е неазвисима племенна територия до 1893 г., оставайки извън Британска Индия и Афганистан. Постоянните племенни нападения върху британските територии предизвикват чести наказателни интервенции от страна на британската армия между 1860 и 1945 г. Регионът става част от Пакистан през 1947 г.
Административно Вазиристан е разделен на две агенции – Северен и Южен Вазиристан с население към 1998 г. съответно 361 248 и 429 841. Двете части коренно се различават една от друга, макар че населяващите ги племена са субгрупи на вазирското племе и говорят общ вазирски език. Известни са с кръвопролитните си междуплеменни вражди.
Вазирските племена са разделени на племенни подгрупи, управлявани от най-възрастните мъже, които се събират на племенно събрание, т.нар. жирга. В социален и религиозен аспект Вазиристан е изключително консервативна зона. Религиозните партии и организации, в това число и радикални ислямисти, имат силни позиции сред пущунските племена.